# Květoslav Mašita
Květoslav Mašita   (Všenory, 2 d'octubre de 1947) és un ex-pilot d'enduro txec, guanyador de 10 Campionats d'Europa consecutius entre 1968 i 1977 -tots a la categoria de 350 cc- i del Trofeu als ISDE, com a membre de l'equip de Txecoslovàquia, en 6 ocasions. L'any 2005 li fou concedida la Medalla d'argent de la FIM en reconeixement dels seus mèrits esportius i el 2014 va ser nomenat FIM Legend.

## Trajectòria
Mašita fou un dels més carismàtics pilots oficials del fabricant Jawa, en una època en què els corredors de l'antiga Txecoslovàquia (entre d'altres, František Mrázek, Josef Císar i Zdeněk Češpiva) dominaven la disciplina de l'enduro amb aquestes motocicletes. De fet, la Jawa de Mašita era coneguda com a "Invencible", i la tècnica i habilitats d'aquest pilot foren amplament lloades durant la seva carrera.
Com a anècdota, de petit Mašita volia dedicar-se al motocròs, tenint com a ídol el Campió d'Europa Jaromír Čížek. Un dia que aquest el veié en acció, va predir que de gran Mašita seria un gran campió. El temps li donà la raó.

## Palmarès
- 10 Campionats d'Europa d'enduro en 350 cc (1968-1977).
- 6 victòries al Trofeu dels ISDE amb l'equip estatal (1970-1971, 1973-1974, 1977-1978), havent-hi participat 13 anys.